# Kratkovidnost
Kratkovidnost (miopija od grč. μυωπία) predstavlja poremećaj lomljenja zraka u oku, u kojem, kad je akomodacija opuštena, paralelno usmereno svetlo proizvodi sliku ispred mrežnjače, umjesto na mrežnjači kao kod normalnog oka.
Ljudi s kratkovidnošću jasno vide bliske objekte, dok se udaljeniji objekti vide zamućeno. Očna jabučica kod kratkovidnih je preduga ili je rožnjača preizbočena, pa su slike fokusiraju u staklastom telu, unutar oka, umesto na mrežnjači, u stražnjem delu oka. Suprotan poremećaj od kratkovidnosti je hiperopija ili dalekovidnost – gde je rožnjača ima nedovoljno izbočenu površinu ili je oko prekratko.
Oftalmolozi i optometristi ispravljaju miopiju najčešće putem nošenja korektivnih sočiva, kao što su naočare ili kontaktna sočiva, a može se takođe ispraviti i laserskom hirurgijom kao što je LASIK. Korektivna sočiva imaju negativnu optičku jačinu (konkavne su, „minus“), što kompenzira pozitivnu dioptriju kratkovidnog oka. Miopija je delom nasledna.

## Klasifikacija
Kratkovidnost se klasifikuje na različite načine.

### Prema etiologiji (uzroku)
Boris i Duke-Elder su klasifikovali miopiju prema uzroku:
- Aksijalna kratkovidnost - ovde kratkovidnost nastaje zbog povećane aksijalne (osne) dužine oka.[7]
- Refrakcijska kratkovidnost - govori o stanju ostalih refrakcijskih delova oka.[7] Boris je dalje subklasifikovao refrakcijsku miopiju:[5]
  - Kurvaturna kratkovidnost - nastaje zbog prejake zakrivljenosti jedne ili više refrakcijskih površina oka, obično rožnjače.[7] Kod osoba sa Kohenovim sindromom, kratkovidnost se pojavljuje kao rezultat visoke lomne jačine rožnjače i sočiva.[8]
  - Indeksna kratkovidnost – nastaje zbog prevelikog indeksa loma svetlosti u jednom ili više prozirnih očnih medija.[7]

### Prema kliničkoj slici
Različiti oblici kratkovidnosti mogu se klasifikovati i prema kliničkoj slici.
- Jednostavna kratkovidnost je najučestalija. Kod nje je karakteristično to da je oko predugo za svoju optičku jačinu (optička jačina oka jednaka je zbiru optičke jačine rožnjače i sočiva), ili je optički "prejako" za svoju osnu dužinu. Smatra se da i genetički i sredinski činioci, posebno dugotrajan rad na blizinu, zajednički doprinose razvoju jednostavne kratkovidnosti.[10]
- Degenerativna kratkovidnost je poznata po nazivima maligna, patološka ili progresivna, te je karakterisana promenama na fundusu kao što je posteriorni stafilom udružen sa visokom refraktivnom pogreškom i subnormalnom oštrinom vida nakon korekcije. Ova vrsta kratkovidnosti s vremenom se sve više pogoršava. Degenerativna kratkovidnost je zabeležena kao jedan od glavnih uzroka oštećenja vida.[11]
- Noćna kratkovidnost je stanje u kojem je vid otežan pri slabijem osvetljenju i u sumraku, dok je danju vid normalan. Kod noćne kratkovidnosti fokusiranje slike varira zavisno od količine svetla, pa je kod normalnog osvetljenja slika izoštrenija, a što je osvetljenje slabije, slika je zamućenija. Smatra se da je noćna kratkovidnost prouzrokovana time što je u sumraku zenica šira da bi u oko moglo ući više svetla. Što je zenica šira, to je jača i sferna aberacija, a slika mutnija. Kod kratkovidnih koji mnogo voze noću često je potrebno propisati malo jaču dioptriju. Noćna kratkovidnost češće pogađa mlađe nego starije.[12][13]
- Pseudomiopija je zamućenje vida na daljinu prouzrokovano spazmom cilijarnih mišića.[14]
- Indukovana kratkovidnost, ili stečena kratkovidnost, nastaje zbog delovanja raznih lekova, povišenog nivoa glukoze u krvi (a time i očnom sočivu, pa sočivo jače lomi svetlo, tj. ima veću lomnu jačinu), skleroze jezgre očne leće, te nekih drugih poremećaja. Serklažne vrpce koje se hirurški ugrađuju zbog odignuća mrežnjače mogu uzrokovati miopiju povećanjem aksijalne dužine oka (stezanje vrpce oko oka učini da se oko izduži).[15]
- Indeksna kratkovidnost nastaje zbog porasta indeksa refrakcije jednog ili više očnih medija. Najčešči uzrok indeksne kratkovidnosti je katarakta.[16]
- Kratkovidnost usled deprivacije oblika je tip kratkovidnosti koji se pojavljuje kad je gledanje onemogućeno ili ograničeno lošim osvetljenjem ili malim područjem gledanja.[17][18] Kod nižih vrsta kičmenjaka, čini se da je ova vrsta kratkovidnosti reverzibilna u kratkom vremenskom razdoblju. Često se takva kratkovidnost indukuje kod raznih životinjskih modela kako bi se mogla proučavati patogeneza i mehanizam njenog razvoja.[19][20] In lower vertebrates, this kind of myopia seems to be reversible within short periods of time.[20]
- Prolazna kratkovidnost izazvana dugotrajnim radom na blizinu (engl. Nearwork Induced Transient Myopia – NIMT) je prolazna kratkovidnost koja se javi u vrlo kratkom vremenskom razdoblju neposredno nakon gledanja na blizinu. Neki se autori polemišu oko veze između NIMT-a i razvoja trajne kratkovidnosti.[21] Some authors argue for a link between NITM and the development of permanent myopia.[22]

### Prema stupnju kratkovidnosti
Kratkovidnost se meri dioptrijama po optičkoj jačini korektivnih sočiva koja omogućavaju dobro fokusiranje slike na mrežnjači.
- Niska kratkovidnost: -3.00 dpt. ili manje[7]
- Srednje visoka kratkovidnost: između -3.00 i -6.00 dpt. Osobe sa srednje visokom kratkovidnošću češće imaju sindrom pigmentne disperzije ili pigmentni glaukom.[7][23]
- Visoka kratkovidnost: od -6.00 dpt. ili više.[7] Ljudi s visokom kratkovidnošću češće dobiju ablaciju mrežnjače[24] ili primarni glaukom otvorenog ugla.[25] Češće primećuju u svom vidnom polju lebdeće oblike poput pojedinačnih ili skupina senki, a radi se o slobodno lebdećim kondenzatima staklastih tela. Visoku kratkovidnost ima oko 30% od ukupnog broja kratkovidnih.[26] Roughly 30% of myopes have high myopia.[27]

### Prema dobu u kome se kratkovidnost javila
Kratkovidnost se nekad klasifikuje prema dobu u kome se pojavljuje:
- Kongenitalna ili infantilna kratkovidnost – javlja se nakon rođenja i traje kroz dečje doba.[10]
- Maloletna kratkovidnost (kratkovidnost u mlađem životnom dobu) - javlja se pre dvadesete godine života.[10]
  - Školska kratkovidnost - javlja se tokom detinjstva, posebno tokom školovanja. Naziv dolazi od toga da se pojava ove vrste kratkovidnosti pripisuje dugom gledanju na blizinu za vreme učenja i školovanja.[28]
- Kratkovidnost u odraslom dobu se deli na 
  - Ranu odraslu miopiju, koja se pojavljuje između 20-te i 40-te godine života[10]
  - Kasnu odraslu miopiju, koja se javlja nakon 40-te godine.[10]

## Literatura
- Goss, DA; Eskridge, JB (1988). „Myopia”.  Ур.: Amos, JB. Diagnosis and management in vision care. Boston: Butterworths. стр. 445. ISBN 978-0409950823. OCLC 14967262.
- Cline, D; Hofstetter, HW; Griffin JR (1997). Dictionary of Visual Science (4th изд.). Boston: Butterworth-Heinemann. ISBN 978-0-7506-9895-5.

## Spoljašnje veze
- Degenerativna Miopija Архивирано на веб-сајту  (11. јун 2011)
- Miopija

|  | Molimo Vas, obratite pažnju na važno upozorenje u vezi sa temama iz oblasti medicine (zdravlja). |